# کریستالین

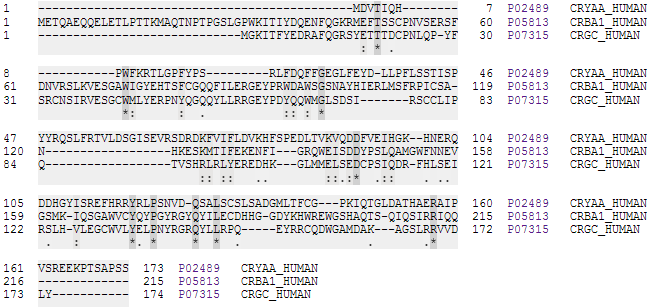
توالی پروتئین‌های آلفا، بتا و گاما کریستالین انسان؛ اخدشده از یونی‌پورت

کریستالین (انگلیسی: Crystallin) یک پروتئین ساختمانیِ محلول‌درآب است که در عدسی چشم و قرنیه یافت می‌شود و دلیل شفاف بودنِ آنهاست. این پروتئین در جاهای دیگری همچون قلب و تومورهای تهاجمی سرطان پستان هم یافت شده‌است. با توجه به اینکه آسیب به عدسی چشم می‌تواند موجب بازسازی (رژنراسیون) اعصاب شود، پروتئین کریستالین به کانون توجه پژوهش‌های عصب‌شناسی تبدیل شده‌ است. تا به این لحظه، مشخص شده‌است که «کریستالین بتا بی۲» (crybb2) احتمالاً یک «فاکتور تحریکِ رشدِ پی‌شاخهٔ عصبی» (neurite-promoting factor) باشد.
کار اصلی پروتئین کریستالین در عدسی چشم، افزایش ضریب شکست لنز، بدون ممانعت از عبور نور از آن است. کریستالین چندین وظیفه مهم دیگر در زمینهٔ متابولیسم و همچنین عملکردِ تنظیمی متفاوت در عدسی چشم و سایر بخش‌های بدن داراست.